# Relief Magnin
Le relief Magnin est une maquette réalisée par l'architecte Auguste Magnin (1841-1903) qui représente la ville de Genève en 1850 c'est-à-dire avant la suppression de ses remparts et de ses bastions « à la Vauban »,. Elle a été présentée à l'exposition nationale suisse de 1896. La maquette est conservée à la Maison Tavel.

## Dimensions et matériaux
Elle est d'une surface d'environ 32 m2 (longueur maximale : 7,25 m ; largeur maximale : 5,65 m). Les maisons et les fortifications de la ville sont réalisées en zinc et les toits, quant à eux, sont réalisés en cuivre, ce qui lui donne un poids de près de 800 kg,.
Comme souvent pour les plans-reliefs, les proportions sont ajustées pour compenser l'illusion d'écrasement vertical. Les horizontales du terrain et des bâtiments sont au 1:250e; l'échelle verticale est au 1:100e pour le terrain, et au 1:200e pour les bâtiments. La maquette compte environ 2 000 bâtiments et 40 000 fenêtres.

## Numérisation
La maquette a fait l’objet d’une numérisation, d’abord à des fins conservatoires, mais aussi pédagogiques et historiques. Un scanner 3D a relevé 120 millions de points, puis un appareil photographique a réalisé 1 280 images en très haute définition. Ces informations ont été complétées par l’étude d’estampes, gravures, photographies et plans de la Genève de l’époque. Des historiens ont traité manuellement certains détails, des botanistes ont travaillé sur les arbres et la végétation.
Le résultat est consultable depuis octobre 2017 en ligne et interactivement, en trois dimensions, selon un certain nombre d’itinéraires au sol et en l’air, complétés par des fiches informatives.